# シーレ川
シーレ川（チェワ語:Mtsinje wa Shire、英語:Shire River、ポルトガル語:Rio Chire）は、アフリカ大陸南東部を流れる全長402kmの河川で、ザンベジ川の支流である。マラウイ湖南端より流出し、マラウイおよびモザンビーク領内を流れ、ザンベジ川に合流する。合流点付近は大規模な湿地帯となっている。マラウイ湖のすぐ南でマロンベ湖にも接続している。
河谷の主な形成要因はマラウイ湖と同じく、大地溝帯の一部であるニアサ・リフト・バレーの地殻変動によるものである。シーレ川はマラウイ南部のシーレ高地に開けたニアサ・リフト・バレーの底を流れる。沿岸はマラウイの最大都市ブランタイヤがあるなどマラウイの人口が集中する。

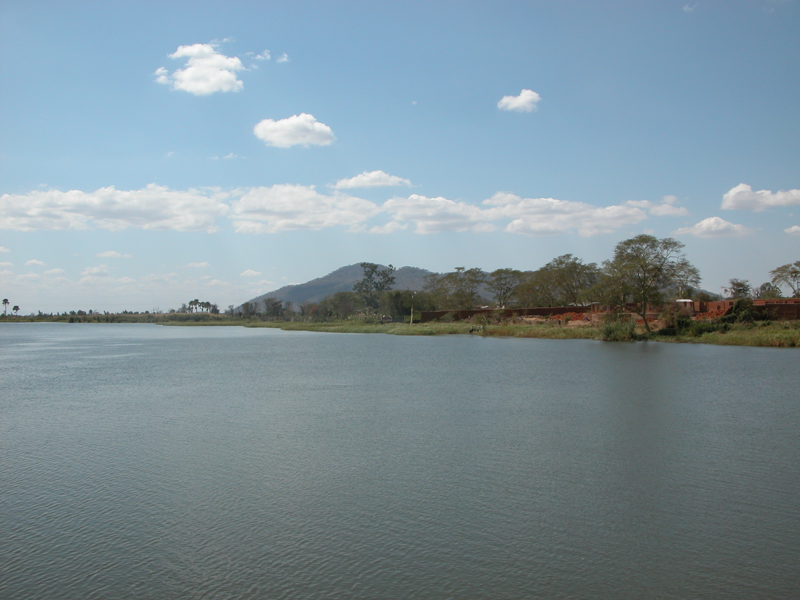
リウォンデ国立公園を流れるシーレ川

上流のリウォンデ（Liwonde）は川を渡る国道や鉄道がある交通の中心で、川の水量を調節する大きなダムがあり、川沿いのリウォンデ国立公園にはさまざまな野生動物や野鳥が生息する。中流は急流になっており、ンクラダム・テンザニダム・カピチラダムの3つの水力発電所がありマラウィの発電量の75%を供給するが、マラウイ湖の水位低下による河川流量の減少で発電にも打撃になっている。下流は流れが緩やかになり川幅も広くなる。マラウィ南部のシーレ川氾濫原にはヨシ原、ヤシ林などが多い象の沼地（Elephant Marsh）と呼ばれる湿地がある。一帯はマダガスカルカンムリサギ、ホオカザリヅル、ホオジロカンムリヅルなどの水鳥の繁殖地およびカバと様々な魚類、水生無脊椎動物の生息地であり、2017年にラムサール条約登録地となった。特に常緑低木のSalvadora persicaが生える湖の周辺はチョウのマダラツマアカシロチョウの固有亜種の唯一の繁殖地である。